# Afo (Vavaʻu)
Afo ist eine kleine unbewohnte Insel in der tonganischen Inselgruppe Vavaʻu.

## Geographie
Afo bildet zusammen mit der Landzunge von Pangaimotu (Moaingatu) und der größeren Schwester Tapana eine eigene kleine Lagune östlich des Zentrums von Vavaʻu. Die Insel liegt am westlichen Zugang zu der Lagune mit dem Hinakauea Beach. Im Westen liegt Kapa.

## Klima
Das Klima ist tropisch heiß, wird jedoch von ständig wehenden Winden gemäßigt. Ebenso wie die anderen Inseln der Vavaʻu-Gruppe wird Afo gelegentlich von Zyklonen heimgesucht.